# Dungeons and Dragons Online: Stormreach
Dungeons and Dragons Online: Stormreach (acronyme DDO) est un jeu vidéo de type MMORPG (massively multiplayer online role-playing game) développé par Turbine, Inc. et édité par Atari Inc., sorti le 28 février 2006.
Dungeons and Dragons Online: Stormreach se situe dans l'univers steampunk d'Eberron créé par Keith Baker en 2002 pour le jeu de rôle de Donjons et Dragons. C'est le second jeu vidéo à exploiter cet univers après Dragonshard, sorti en septembre 2005.

## Présentation
Le jeu prend place dans les univers d'Eberron et des Royaumes oubliés, en suivant plus ou moins les règles de l'édition 3.5 de Donjons et Dragons. Le joueur choisit la classe initiale de son personnage parmi 13 dont 9 accessibles gratuitement : Barbare, Barde, Ensorceleur, Guerrier, Magicien, Paladin, Prêtre, Ranger et Voleur et 4 acquises par achat ou récompense : Druide, Elu Divin, Façonneur et Moine. Les races proposées gratuitement : Elfe, Halfelin, Humain et Nain, celles acquises autrement : Drow (Elfe Noir), Demi-Elfe, Demi-Orc, Forgelier. Il existe aussi des races spéciales (Iconiques) introduites avec l'extension Shadowfell Conspiracy qui commencent directement au niveau 15 : Forgelame, Elfe Solaire, Chevalier du Dragon Pourpre et Shadar-Kai.
Le niveau maximum est 20 en ce qui concerne les classes de personnage. Au delà, le niveau maximum actuel est 28, les niveaux 21 à 28 étant considérés comme la progression dans une classe générique Personnage Epique.
En progressant dans les niveaux d'expérience, le joueur peut choisir de multiclasser son personnage, c'est-à-dire qu'au lieu de progresser dans sa classe initiale, il choisit une deuxième, voire une troisième classe de personnage. Cela donne de très nombreuses combinaisons, par exemple : Guerrier niveau 10 / Magicien niveau 5 / Paladin niveau 5, pour un niveau total équivalent à 20 (10 + 5 + 5).
Le personnage choisit enfin son apparence, son nom et son alignement. L'alignement est une combinaison de Loyal, Neutre ou Chaotique et de Bon, Neutre ou Mauvais (Mauvais n'est pas disponible en jeu), par exemple : Loyal Bon (respecte les lois et agit pour le bien commun), Chaotique Neutre (fait ce qui lui plait, agit pour son propre intérêt) ou Neutre Mauvais (n'hésite pas à causer du tort aux autres). L'alignement n'a que peu d'effet dans le gameplay, mais certaines classes ont des restrictions : par exemple le Moine doit être Loyal (Bon ou Neutre), le Druide doit être Neutre, le Barde et le Barbare ne peuvent pas être Loyaux. Cela instaure quelques exclusions au niveau du multiclassage (pas de Barbare / Moine par exemple).

## L'économie de Dungeons and Dragons Online
Dungeons and Dragons Online a un public beaucoup plus réduit que certains jeux majeurs du genre MMORPG comme World of Warcraft, il n'y a pas de chiffres précis mais la population active du jeu se compte en quelques dizaines de milliers. Le jeu à son lancement et jusqu'en septembre 2009 demandait un abonnement mensuel d'environ 10€ par mois. Le passage au modèle Free to Play en 2009 a gardé la possibilité de s'abonner pour accéder à la quasi-totalité du contenu du jeu (notamment les races et classes de personnages), tout en introduisant un accès gratuit qui se limite de manière générale aux premiers niveaux d'expérience du jeu (1 à 8), avec un accès très restreint aux quêtes et donjons de plus haut niveau. Un magasin virtuel accessible dans le jeu permet d'acheter et de dépenser une monnaie virtuelle, les Turbine Points, pour acquérir les classes, races et autre contenu non-gratuit, ainsi que des accessoires et cosmétiques (armures, coiffures, etc.).

## Le jeu en équipe
La plupart des quêtes (missions) sont dans des instances ou donjons qui sont privés au groupe de joueurs. Le nombre maximal de joueurs dans un donjon normal est de 6, dans un donjon de raid (quête plus importante), il est de 12. Les donjons de DDO encouragent la coopération en proposant différents défis comme des groupes d'adversaires à combattre, des pièges à désarmer ou éviter, des passages secrets, des négociations, des puzzles et autres labyrinthes. Les classes de personnage sont complémentaires : le Voleur n'est pas un bon combattant de première ligne, mais ses attaques sournoises sont dévastatrices, de plus ses capacités de désamorçage des pièges et crochetage des serrures sont très utiles à un groupe; il serait bien accompagné d'un Guerrier pour attirer l'attention des monstres. De même, l'Ensorceleur n'est pas très résistant aux blessures, mais ses sorts sont dévastateurs; il serait bien accompagné d'un Prêtre pour le soigner ou d'un Paladin pour le protéger. Un groupe bien équilibré avec un soigneur, des combattants, un lanceur de sorts et un expert en pièges et autres mécanismes est capable de venir à bout de la plupart des donjons. Le jeu en équipe est encouragé dès le premier niveau (excepté la première quête du tutoriel qui est uniquement en solo). Les premiers donjons se terminent en quelques minutes; des donjons plus longs et complexes (dont les raids) sont proposés à partir du niveau 4, certains peuvent prendre une, voire deux heures en cas de grosses difficultés. La difficulté des donjons est réglable au départ : Normal, Difficile ou Elite; cela permet au joueur d'adapter le jeu à son personnage et son habileté.

## Système de jeu

### Équipement
Il y a peu de restrictions sur les types d'équipement, par exemple un Magicien peut brandir une hache, avec bien sûr une efficacité au combat moindre que celle d'un Guerrier entrainé. Un Barbare peut tenter d'utiliser une baguette magique ou un parchemin de sort. Un personnage qui n'est pas ambidextre peut essayer de se battre avec une arme dans chaque main.

### Combats
Les personnages peuvent se déplacer tout en exécutant une action : attaque au corps à corps, à distance ou lancement de sort. C'est une caractéristique assez rare dans les MMORPG (qui en général bloquent les déplacements pendant l'action de combat). Cela permet de poursuivre un ennemi en lui assénant des coups d'épée dans le dos, de tirer des flèches en descendant un escalier, de sauter en lançant une boule de feu sur un groupe d'ennemis ...
Il y a très peu de possibilité de combats Joueur contre Joueur (PvP), ce qui reprend l'esprit de Donjons et Dragons.

## Récompenses
- Best Multiplayer Game 2006 – British Academy of Film and Television Arts[1]
- Most Anticipated Game 2005 – MMORPG.COM Reader's Choice Awards[2]
- Best Persistent World Game – IGN's Best of 2006 Awards[3]
- Nominee, Massively Multiplayer Game of the Year – 10th Annual Interactive Achievement Awards[4]
- Troisième prix, Meilleures graphiques – Les JOL d'Or 2006[5]

- Third Prize, Public's Award – Les JOL d'Or 2006[5]

## Mises à jour
Depuis son lancement, le jeu a bénéficié de nombreuses (une tous les deux ou trois mois) mises à jour étendant considérablement l'univers de jeu.
Le 25 juin 2012, la première extension réelle de Dungeons and Dragons Online a fait son apparition, La Menace de l'Underdark. Cette extension, prenant la place de la mise à jour 14 a permis de passer de l'univers originel du jeu, à celui des Royaumes oubliés. Les aventuriers peuvent quitter Eberron via un portail, rejoindre l'Outreterre et ainsi déboucher dans le petit village d'Eveningstar, détruit par les Drows. Cette extension augmente le niveau maximum de personnage à 25 et introduit le système des Destinées Epiques.
Une seconde extension est sortie le 19 août 2013, Shadowfell Conspiracy, toujours dans l'univers des Royaumes Oubliés. Cette extension augmente le niveau maximum de personnage à 28.